# История Загреба
История Загреба — столицы государства Хорватия.

## Доисторические и античные времена
Люди стали селиться в этих местах ещё в доисторические времена. Самые старые свидетельства этому относятся к каменному веку; соответствующие находки были сделаны в пещере в горах Медведница на берегу реки Ветерница. К более поздним временам относятся находки, сделанные в бассейне реки Сава: там обнаружены бронзовые орудия труда, а также свидетельства похоронных обрядов, связанных с кремацией умерших.
Во времена Рима на месте современного Загреба находилось поселение Андавтония. Благодаря раскопкам были обнаружены следы улицы, канализационная система, различные здания, городские стены и некрополь. Центр поселения находился на южном берегу реки Сава, недалеко от современной деревни Шчитаржево. Поселение существовало с I по IV века, и было уничтожено, как предполагается, во время великого переселения народов. В VII веке здесь обосновались валахи; их поселение называлось «Влашка весь» или «Ласка весь».

## Раннее Средневековье
В 1094 году венгерский король Ласло I Святой основал у истоков ручья Медвешчак на холме Каптол епископство, под юрисдикцию которого попало и поселение торговцев и ремесленников Влашка-весь. В 1134 году появляется первая запись об этой епархии, в которой упоминаются её основатель король Ласло, первый епископ Дух и остальное духовенство.
Зимой 1241—1242 годов в эти места пришли монголы, которые уничтожили находящиеся здесь населённые пункты и разграбили недавно построенный Загребский собор. Часть населения смогла укрыться в лесах в горах Медведница; после ухода монголов выжившие вернулись и основали новое поселение Градец на холме Загреб, отделённом от холма Каптол ручьём Медвешчак. Король Бела IV издал Золотую буллу, объявившую Градец «свободным королевским городом», управляемым избираемым горожанами «судьёй». В обмен на подчинение напрямую королю и освобождение от налогов горожане были обязаны за свой счёт возвести укрепления вокруг города.
Церковные власти тоже были напуганы нашествием монголов, и к 1254 году епископ Филип завершил постройку на южных отрогах Медведницы замка Медведград, ставшего местом хранения сокровищ церкви. К 1257 году было завершено создание поселения, которое впервые упоминается в письменных источниках как «Крепость Градец». В поселении было четверо врат; самые старые из них — «Каменные ворота» — сохранились до настоящего времени.

## Средневековье
Во второй половине XIII века на Каптоле обосновались францисканцы, которые возвели там монастырь с церковью. 
К 1355 году относится упоминание о первой аптеке в Градеце. 
В 1368 году была проведена первая перепись населения, согласно которой в городе было около 300 домов и 2810 жителей. 
В 1466 году, опасаясь турецкого нападения, король Матьяш Корвин возвёл укрепления на Каптоле.

## Новое время
В 1557 году собрание знати Королевств Хорватии и Славонии рекомендовало королю Фердинанду «позаботиться о своей королевской крепости на холме Градец, которая является столицей этих королевств». В 1573 году в Градеце на площади Св. Марка был казнён Матия Губец — предводитель крестьянского восстания.
В 1606 году по приглашению епископа в заброшенном монастыре обосновались иезуиты. В 1607 году была основана иезуитская гимназия, дававшая шестиклассное образование.
В 1624 году из-за удара молнии загорелась деревянная крыша церкви; огонь быстро распространился на соседний епископский дворец и большое количество домов. Катастрофические пожары случались и впоследствии, и их опасность уменьшилась лишь благодаря постепенному увеличению доли каменных строений среди построек.
В 1664 году иезуитами была основана первая типография.
В 1771 году началось издание первого еженедельника — «Ephemerides Zagrebienses» (выходил на латинском языке).
В 1767 году Королевский совет был перемещён из Загреба в Вараждин, однако в 1776 году Вараждин сгорел дотла в страшном пожаре, и высшие административные учреждения Хорватского королевства были возвращены в Загреб.
В 1784 году население Загреба достигло 7 тысяч человек.
В 1786 году началось издание немецкоязычной газеты «Agramer deutsche Zeitung».
В 1834 году Людевит Гай начал издавать в своей типографии первую газету на хорватском языке — «Новине хорватске» («Novine Horvatske»), а в 1835 году — литературный журнал «Даница хрватска, славонска и далматинска» («Danicza horvatzka, slavonzka y dalmatinzka»). В 1836 году Гай переименовал свою газету в «Илирске народне новине» («Ilirske narodne novine»), а журнал получил название «Даница илирска» («Danica ilirska»).
18 марта 1845 года в Загребе открылись заседания Хорватского Сабора (представительное собрание тех частей Хорватии, которые на тот момент входили в состав многонационального Венгерского королевства). 22 марта 1848 года Людевит Гай предложил избрать баном Хорватии генерал-майора барона Елачича-Бужимского. Сабор единодушно избрал Елачича, а также постановил, что с этого дня депутаты Сабора будут избираться согласно активному избирательному праву, и что ближайшие выборы пройдут в мае 1848 года. Также Сабор сформировал временное правительство Хорватии.
7 сентября 1850 года бан Елачич объединил Свободную королевскую крепость Градец, Каптол, Нову-весь, Влашку-улицу и их пригороды в новый город, получивший название «Загреб». Янко Камауф, бывший последним «судьёй» Градеца, был избран первым градоначальником Загреба.

## Загреб во времена Австро-Венгрии
В 1857 году в Загребе проживало 16.657 человек. В 1859 году был официально отменён такой реликт средневековья, как гильдии (цеха).
В 1862 году в Загреб пришла железная дорога, соединившая его с Веной, Любляной и Триестом.
В 1866 году была основана Югославская академия наук и искусств.
В 1874 году в хорватских землях начало свою деятельность Сокольское движение, что привело к появлению в Загребе массового спорта.
В 1877 году в Загребе начало действовать газовое освещение, в 1878 году — водопровод. Была отменена нумерация зданий в хронологическом порядке; улицы и площади получили названия, а строения на них — чётные и нечётные номера. В 1881 году в Загребе появилась телефонная связь. В 1890 году был построен Загребский фуникулёр, с 1891 года начала функционировать конка.
В 1896 году в Загребе состоялся первый кинопоказ.
В 1901 году на улицах появились первые автомобили, а в 1906 году был основан первый хорватский автомобильный клуб.
В 1907 году в Загребе была запущена первая электростанция. Первым потребителем электроэнергии стал городской водопровод, а с 1910 года — ещё и трамвай.
В 1909 году сейсмолог Андрия Мохоровичич доказал существование границы земной коры, названной его именем.

## Новейшая история
В 1919 году была основана Загребская филармония, а в 1925 году открыт Загребский зоопарк.
В 1928 году в городе заработала автоматическая телефонная станция.
С 1929 года Загреб стал административным центром Савской бановины Королевства Югославия.
В 1931 году население Загреба составило 185.581 человек.
В 1933 году в городе был возведён первый «небоскрёб».
Во время Второй мировой войны 10 апреля 1941 года было создано Независимое государство Хорватия и Загреб стал его столицей. После войны Независимое государство Хорватия было ликвидировано и Загреб стал столицей Социалистической Республики Хорватия в составе СФРЮ.
В 1950 году был открыт Институт Руджера Бошковича.
В 1953 году население Загреба составило 350 829 человек. В этом же году была основана анимационная студия «Загреб-фильм»; после того, как в 1962 году Душан Вукотич получил «Оскара» за мультфильм «Суррогат», она получила международное признание.
В 1964 году Загреб пережил крупнейшее стихийное бедствие в своей истории: река Сава разлилась, и затопила около 60 км² территории города. Лишь после завершения в 1971 году канала Сава-Одра-Сава и строительства новых набережных опасность наводнений была устранена.
В 1971 году население Загреба превысило полмиллиона человек.
В 1973 году был открыт Концертный зал имени Ватрослава Лисинского.
В 1976 году над Загребом столкнулись два авталайнера; HS-121 Trident 3B авиакомпании «British Airways» и DC-9-31 авиакомпании «Inex-Adria Aviopromet», в результате погибли 177 человек; 63 на Trident 3B, 113 на DC-9-31 и 1 на земле.
В 1987 году в Загребе прошла Летняя Универсиада 1987 года. 11 июля 1987 года в Загребе было символически отмечено рождение пятимиллиардного жителя Земли.
В 1990 году в Загребе прошёл международный песенный конкурс «Евровидение-1990».
25 июня 1991 года Сабор Республики Хорватии объявил независимость Хорватии и провозгласил Загреб её столицей.
22 марта 2020 года в Загребе произошло землетрясение магнитудой 5,3—5,4 по шкале Рихтера. 